# Low Budget
Low Budget je sedmnácté studiové album anglické rockové skupiny The Kinks. Ve spojených státech bylo vydáno 10. července a ve Spojeném království 7. září 1979. Bylo velmi úspěšné a stalo se nejrychleji se prodávajícím nekompilačním albem The Kinks. Po dekádě konceptuálních alb a skladeb, které se zabývaly prostšími tématy, se Low Budget soustřeďuje na současné problémy jako inflace, dělnické nepokoje nebo energetická krize roku 1979. Ideálními příklady skladeb zabývajících se těmito tématy jsou „Catch Me Now I'm Falling“, ve které Ray Davies poukazuje na upadající vliv Ameriky ve světě, „(Wish I Could Fly Like) Superman“, „Low Budget“ nebo „A Gallon of Gas“.

## Seznam skladeb
Autorem všech skladeb je Ray Davies.
| Strana 1 | Strana 1                         | Strana 1 |
| Pořadí   | Název                            | Délka    |
| -------- | -------------------------------- | -------- |
| 1.       | Attitude                         | 3:47     |
| 2.       | Catch Me Now I'm Falling         | 5:58     |
| 3.       | Pressure                         | 2:27     |
| 4.       | National Health                  | 4:02     |
| 5.       | (Wish I Could Fly Like) Superman | 3:36     |

| Strana 2 | Strana 2              | Strana 2 |
| Pořadí   | Název                 | Délka    |
| -------- | --------------------- | -------- |
| 1.       | Low Budget            | 3:50     |
| 2.       | In a Space            | 3:44     |
| 3.       | Little Bit of Emotion | 4:51     |
| 4.       | A Gallon of Gas       | 3:48     |
| 5.       | Misery                | 2:57     |
| 6.       | Moving Pictures       | 3:47     |

## Obsazení
- Ray Davies - kytara, klávesy, vokály
- Dave Davies - kytara, doprovodné vokály
- Jim Rodford - baskytara, doprovodné vokály
- Mick Avory - bicí
- Nick Newall - saxofon